# Brothers' Circle
Il Brothers' Circle o Bratki (in russo: Братки́), in italiano: Il circolo dei fratelli (conosciuto in precedenza anche come la Famiglia degli undici  e i venti) è il nome dato a un gruppo criminale internazionale coinvolto nel traffico di droga.
Il dipartimento del tesoro degli Stati Uniti dichiara ufficialmente che opera nel Medio oriente, nell'Africa orientale, in America latina e negli Stati Uniti, ed è presumibilmente controllato da Vladislav Leontyev, un russo di Gor'kij.
Il gruppo è stato nominato dall'amministrazione Obama nella sua strategia di contrasto al crimine organizzato transnazionale nel 2011 definendolo come un gruppo criminale multietnico composto da capi e membri anziani di diverse organizzazioni criminali per lo più di paesi dell'ex Unione Sovietica.
Molti membri condividono la stessa ideologia basata sulla tradizione del "Ladro nella legge".

## Membri presunti
- Vladislav Leontyev
- Vasiliy Khristoforov
- Kamchy Kolbayev
- Gafur Rakhimov
- Alexey Zaytsev
- Lazar Shaybazyan
- Aleksandr Manuylov
- Temuri Mirzoyev
- Koba Shemazashvili
- Lasha Shushanashvili
- Kakhaber Shushanashvili
- Vladimir Vagin
- Zakhar Kalashov[1]